# Albí

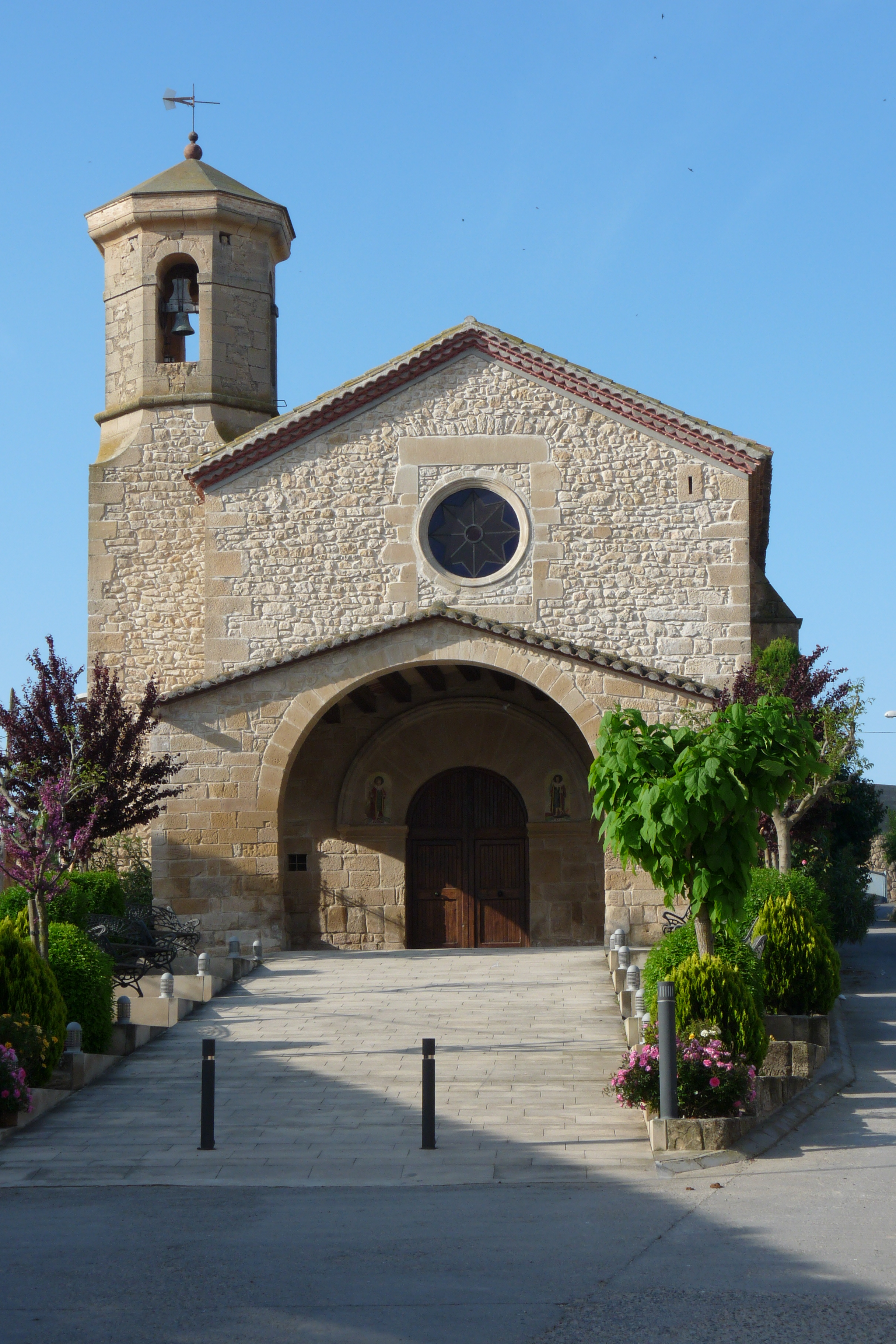
Ermita de los Santos Cosme y Damián

Albí (en catalán y oficialmente L'Albi) es un municipio español de la provincia de Lérida, comunidad autónoma de Cataluña, en la comarca de Las Garrigas, situado en la parte sureste de esta.

## Geografía humana

### Demografía
Cuenta con una población de 766 habitantes (INE 2024).
| Gráfica de evolución demográfica de L' Albi entre 1842 y 2021 |
| |
| Población de derecho según los censos de población del INE Población de hecho según los censos de población del INEEn estos censos se denominaba Albí: 1842, 1857, 1860, 1877, 1887, 1897, 1900, 1910, 1920, 1930, 1940, 1950, 1960, 1970 y 1981 |

| 1900  | 1930  | 1950  | 1970 | 1981 | 1986 |
| ----- | ----- | ----- | ---- | ---- | ---- |
| 1.267 | 1.220 | 1.058 | 855  | 796  | 847  |

## Historia
La villa está situada al pie de las ruinas del castillo de origen medieval (siglo XII). Fue agrandado y reformado a finales del siglo XV. Convertido en palacio renacentista, ocupa una colina de las afueras del pueblo. En el núcleo residencial, se puede ver un portal de medio punto con arco rebajado, cubierto por una bóveda de molduras cruzadas simples, en cuya clave figuran diversos escudos, uno de éstos con un león rampante y otro en forma de losange. 
La iglesia parroquial de Santa María data del siglo XVIII, es de estilo renacentista y tiene la fachada barroca. Consta de tres naves y un campanario de 34 m. El interior alberga la cripta de los barones de Albí.
La ermita, dedicada a los santos médicos Cosme y Damián, data del siglo XVII y fue restaurada el año 1909. Es de una sola nave y su interior guarda unas pinturas de los santos Abdón y Senen, santa Madrona y San Antonio de Padua. 
En el núcleo antiguo de la población se conservan la plaza y la calle Mayor, con los pórticos y las casas de piedra y la antigua judería a la cual se accede desde la calle Mayor a través de un arco gótico (siglo XIV).
También la villa conserva notables edificios como el Ayuntamiento, la Cooperativa del Camp (obra modernista del arquitecto César Martinell), el arco de medio punto de la calle del Forn y vestigios de la antigua muralla.

## Prehistoria. Patrimonio Mundial
Los documentos más valiosos de la Prehistoria que conserva el término del Albí son los santuarios con arte rupestre. El primero que cabe mencionar corresponde al conjunto de pinturas  denominadas la Vall de la Coma, descubiertas por el arqueólogo borjano Álex Mir, en la década de los ochenta, que se puede visitar en horas convenidas. Están a 5 km de la población y este enclave está declarado bien de interés cultural del patrimonio histórico. Está incluido en el llamado Arte esquemático (6.500-3.500 años antes del presente), en realidad es una expresión abstracta (puntos, rayas, máculas..), de extraordinaria modernidad, y se trata de manifestaciones creenciales de los grupos productores neolíticos. Han sido declaradas Patrimonio Mundial desde 1998 por la Unesco; máximo galardón que una obra humana puede recibir. No es el único conjunto con arte prehistórico del término pues también hay que mencionar la conocida con el nombre de Balma dels Punts, con Arte levantino (10.000-6.500 años antes del presente), una expresión figurativa de los últimos cazadores (ver Cogul). Hay que indicar que la Vall de la Coma es uno de los poquísimos yacimientos que presentan algún tipo de protección; el 88,45% de los yacimientos de Lérida carecen de ella, lo que representa un constante peligro para su conservación.
También se puede disfrutar de lugares naturales llenos de frescor, como la Font de la Teula y la Cova del Cintet.

## Economía
El municipio forma parte de la zona de producción de dos productos que sobresalen por su calidad: el Vino y el Aceite de Oliva Virgen Extra. 

## Fiestas y tradiciones
Las fiestas se celebran el segundo fin de semana de agosto; el 15 de mayo (San Isidro) y el 26 de septiembre, festividad de San Damián y San Cosme. 
El primer fin de semana de mayo tiene lugar la Fiesta del Aceite. 